# Дубівська волость (Ковельський повіт)
Дубівська волость — історична адміністративно-територіальна одиниця Ковельського повіту Волинської губернії Російської імперії. Волосний центр — село Дубова. 
Наприкінці ХІХ ст. волость було ліквідовано, поселення увійшли до складу Несухоїзької (Вербка, Гущин, Дубова, Облапи), Старо-Кошарської (Городище, Мощена) та Седлиської (Сиконь) волостей. 

Станом на 1885 рік складалася з 17 поселень, 13 сільських громад. Населення — 5592 осіб (2754 чоловічої статі та 2838 — жіночої), 523 дворових господарства.
|                     | Площа, десятин | У тому числі орної, дес. |
| ------------------- | -------------- | ------------------------ |
| Сільських громад    | 12965          | 5850                     |
| Приватної власності | 963            | 389                      |
| Удільної власності  | —              | —                        |
| Казенної власності  | 7119           | 32                       |
| Іншої власності     | 788            | 181                      |
| Загалом             | 21835          | 6452                     |

Основні поселення волості:
- Дубова — колишнє державне село; волосне правління  (за 3 версти від повітового міста), 735 осіб, 73 двори, школа, постоялий будинок, 8 вітряків. За 2½ версти - цегельний завод.
- Вербка — колишнє державне село при річці Турія, 65 осіб, 9 дворів, православна церква.
- Городище — колишнє державне село, 295 осіб, 29 дворів, православна церква.
- Гушин — колишнє державне село при річці Турія, 330 осіб, 33 двори, православна церква, водяний млин, сукновальня.
- Мощена — колишнє державне село, 510 осіб, 53 двори, православна церква, школа, постоялий будинок, вітряк.
- Облапи — колишнє державне село, 1050 осіб, 117 дворів, православна церква, постоялий будинок, 5 вітряків.
- Сиконь (Сушки) — колишнє державне село, 708 осіб, 62 двори, 2 православних церкви, каплиця, 2 вітряки.